# Вайнміер (Північна Дакота)
Вайнміер (англ. Wyndmere) — місто (англ. city) в США, в окрузі Ричленд штату Північна Дакота. Населення — 454 особи (2020).

## Географія
Вайнміер розташований за координатами 46°15′50″ пн. ш. 97°7′51″ зх. д. / 46.26389° пн. ш. 97.13083° зх. д. (46.263998, -97.130958).  За даними Бюро перепису населення США в 2010 році місто мало площу 2,29 км², уся площа — суходіл.

## Демографія
Згідно з переписом 2010 року, у місті мешкало 429 осіб у 192 домогосподарствах у складі 117 родин. Густота населення становила 188 осіб/км².  Було 226 помешкань (99/км²).
Расовий склад населення:
| - 95,6 % — білих - 0,2 % — корінних американців - 0,2 % — азіатів - 2,6 % — осіб інших рас |

До двох чи більше рас належало 1,4 %. Частка іспаномовних становила 6,1 % від усіх жителів.
За віковим діапазоном населення розподілялося таким чином: 25,4 % — особи молодші 18 років, 55,7 % — особи у віці 18—64 років, 18,9 % — особи у віці 65 років та старші. Медіана віку мешканця становила 43,6 року. На 100 осіб жіночої статі у місті припадало 115,6 чоловіків;  на 100 жінок у віці від 18 років та старших — 107,8 чоловіків також старших 18 років.
Середній дохід на одне домашнє господарство  становив 62 801 долар США (медіана — 45 833), а середній дохід на одну сім'ю — 60 579 доларів (медіана — 48 333). Медіана доходів становила 51 719 доларів для чоловіків та 35 000 доларів для жінок. За межею бідності перебувало 8,8 % осіб, у тому числі 23,4 % дітей у віці до 18 років та 0,0 % осіб у віці 65 років та старших.
Цивільне працевлаштоване населення становило 233 особи. Основні галузі зайнятості: виробництво — 35,6 %, освіта, охорона здоров'я та соціальна допомога — 21,9 %, сільське господарство, лісництво, риболовля — 8,6 %, будівництво — 6,4 %.